# Cincinnati
Cincinnati és una ciutat situada als Estats Units d'Amèrica a Ohio. La seva població l'any 2020 era de 309.317 habitants. És la tercera més gran de l'estat, al darrere de Columbus i Cleveland. Té una àrea metropolitana de 2.155.1337 habitants denominada «Gran Cincinnati». Ocupa un total de 206,1 km², dels quals 201,9 km² són terra ferma.
La ciutat és seu d'esports de les principals lligues com ara el beisbol, futbol americà o tennis. És considerada la primera ciutat que va experimentar un creixement ràpid i desordenat en poc temps (boomtown) al segle xix, quan va ser coneguda com el «París d'Amèrica», a causa de projectes arquitectònics com el Cincinnati Music Hall, l'Hotel Cincinnatian i el pont Roebling.
El seu clima és de transició entre el subtropical humit i el continental humit, cosa que es reflecteix en el seu paisatge i fauna. El fet d'estar a la regió del Bluegrass, a l'altiplà baix interior d'Ohio, fa que tingui menys neu i una època de cultius més llarga que la resta de l'estat, amb estius calorosos i humits. Té una temperatura mitjana de 12 °C.
Cincinnati va ésser fundada el 1788 amb el nom Losantiville, proposat per John Filson. Posteriorment, el governador Arthur St. Clair li va canviar el nom per l'actual, en honor de la Societat dels Cincinnati, la més antiga associació patriòtica americana (que pren el nom del patrici romà Cincinnatus). El 1835 ja era oficialment ciutat. Ha rebut diversos malnoms, com ara Porcopolis, per ser un centre destacat de la ramaderia porcina, o Queen of the West (‘Reina de l'Oest’), per ser destí important dels esclaus fugitius.

## Persones il·lustres
- Hal Sparks (1969), actor, humorista i músic.
- Black Veil Brides, banda de metalcore.
- Mary Bartholomew Ehrmann (1862-1939), compositora.
- Steven Spielberg (1946), director, guionista i productor de cinema.
- Olive Hazlett (1890-1974), matemàtica.
- William Taft (1857-1930) va ser el vint-i-setè president dels Estats Units (1909-13)